# Coupe de la Ligue française féminine de handball 2002-2003
Navigation
Coupe de la Ligue 2003-2004
La Coupe de la Ligue féminine de handball 2002-2003 est la 1re édition de la Coupe de la Ligue française féminine de handball. La compétition est organisée en Saône-et-Loire, du 28 février au 2 mars 2003,.
La compétition est remportée par l'ES Besançon, vainqueur en finale du Cercle Dijon Bourgogne,.

## Modalités
A instar des hommes un an plus tôt, une coupe de la Ligue féminine est organisée pour la première fois cette saison. Elle oppose les huit meilleures équipes à l'issue des matches allers de la saison en cours. Le vainqueur, ou à défaut le finaliste, est qualifié pour la Coupe de l'EHF.
Le programme des quarts de finale est :
1. 18 h, Mérignac Handball (4e) - HBC Nîmes (5e)
2. 20 h, Cercle Dijon Bourgogne (2e) - Issy-les-Moulineaux HB (7e)
3. 18 h, HB Metz Métropole (3e) - Le Havre AC (6e)
4. 20 h, ES Besançon (1er) - Sun A.L. Bouillargues (8e)

Le programme des demi-finales est :
1. 16 h, vainqueur 1 - vainqueur 4
2. 18 h, vainqueur 2 - vainqueur 3

## Résultats

### Tableau récapitulatif
|  | Quarts de finale       | Quarts de finale       |                        |           | Demi-finales           | Demi-finales |  |  | Finale      | Finale |
|  | Quarts de finale       | Quarts de finale       |                        |           | Demi-finales           | Demi-finales |  |  | Finale      | Finale |
|  |                        |                        |                        |           |                        |              |  |  |             |        |
|  |                        |                        |                        |           |                        |              |  |  |             |        |
|  |                        |                        |                        |           |                        |              |  |  |             |        |
|  | Mérignac Handball      | 20                     |                        |           |                        |              |  |  |             |        |
|  | Mérignac Handball      | 20                     |                        |           |                        |              |  |  |             |        |
|  | HBC Nîmes              | 23                     |                        |           |                        |              |  |  |             |        |
|  | HBC Nîmes              | 23                     | HBC Nîmes              | 21        |                        |              |  |  |             |        |
|  |                        |                        | HBC Nîmes              | 21        |                        |              |  |  |             |        |
|  |                        | ES Besançon            | 24                     |           |                        |              |  |  |             |        |
|  | ES Besançon            | ES Besançon            | 24                     | 25        |                        |              |  |  |             |        |
|  | ES Besançon            |                        |                        | 25        |                        |              |  |  |             |        |
|  | Sun A.L. Bouillargues  | 16                     |                        |           |                        |              |  |  |             |        |
|  | Sun A.L. Bouillargues  | 16                     | ES Besançon            | 26        |                        |              |  |  |             |        |
|  |                        |                        | ES Besançon            | 26        |                        |              |  |  |             |        |
|  |                        | Cercle Dijon Bourgogne | 25                     |           |                        |              |  |  |             |        |
|  | Cercle Dijon Bourgogne | Cercle Dijon Bourgogne | 25                     | 28        |                        |              |  |  |             |        |
|  | Cercle Dijon Bourgogne |                        |                        | 28        |                        |              |  |  |             |        |
|  | Issy-les-Moulineaux HB | 19                     |                        |           |                        |              |  |  |             |        |
|  | Issy-les-Moulineaux HB | 19                     | Cercle Dijon Bourgogne | 28        |                        |              |  |  |             |        |
|  |                        |                        | Cercle Dijon Bourgogne | 28        | Match pour la 3e place |              |  |  |             |        |
|  |                        | Le Havre AC            | 22                     |           |                        |              |  |  |             |        |
|  | HB Metz Métropole      | Le Havre AC            | 22                     | 24        |                        |              |  |  |             |        |
|  | HB Metz Métropole      |                        |                        | 24        |                        |              |  |  |             |        |
|  | Le Havre AC            | 25                     |                        | HBC Nîmes | 25                     |              |  |  |             |        |
|  | Le Havre AC            | 25                     |                        | HBC Nîmes | 25                     |              |  |  |             |        |
|  |                        |                        |                        |           |                        |              |  |  | Le Havre AC | 27     |
|  |                        |                        |                        |           |                        |              |  |  | Le Havre AC | 27     |

### Quarts de finale
Les quarts de finale ont eu lieu le vendredi 28 février 2003 :
à 18h00 à Cuiseaux, HBC Nîmes bat Mérignac Handball 23-20 (10-9)
- Nîmes : Carine Coupat (7), Ingrid Barral (2), Jennie Florin (3 dont 1 pen.), Christelle Jover (1), Nathalie Macra (6), Mélanie Muller (2), Fanny Bosc (3), Angélique Daizé (2), Pascale Roca (1), Gaëlle Piatti (2)
- Mérignac : Mélanie Roussillon (6 dont 2 pen.), Adeline Gaschet (3), Petra Beňušková (3), Paula Gondo (6), Martos (2)

à 20h00 à Cuiseaux, Cercle Dijon Bourgogne bat Issy-les-Moulineaux HB 28-19 (16-10)
- Dijon : Delphine Guehl (5), Aurelie Thibert (4), Siv Heim Sæbøe (3  dont 2 pen.), Ilda Bengue (4), Aurélie Grosjean (3), Delphine Cendré (7), Ludivine Jacquinot (2), Marcelina Kiala (4), Elena Groposila-Napar (2).
- Issy : Anne Camara (1), Dora-Thiéry (3), Christelle Joseph-Mathieu (5), Dagný Skúladóttir (en) (1), Marinela Nécula (4 dont 3 pen.), Boiraud (2), Mattéoni (1), Beaumann (1), Parent (7).

à 18h00 à Sanvignes, Le Havre AC bat HB Metz Métropole 25-24 (10-11)
- Le Havre : Laura Lerus-Orfèvres (8), Agata Szukiełowicz (4), Koraljka Milić (4), Feriel Choukri (2), Mincan (2), Chantal Okoye (3), Katty Piejos (2)
- Metz : Estelle Vogein (7), Klaudija Bubalo (5  dont 3 pen.), Nathalie Selambarom (4), Sonia Cendier (3), Rachida Drii Hadj (2), Nina Kanto (1), Stéphanie Lannes-Jean (1), Isabelle Wendling (1).

à 20h00 à Sanvignes, ES Besançon bat Sun A.L. Bouillargues 25-16 (12-5)
- Besançon : Myriame Saïd Mohamed (5), Véronique Pecqueux-Rolland (4), Carmen Amariei-Lungu (3), Anamaria Stecz-Grozav (3 dont 1 pen.), Svetlana Antić (2), Adeline Bournez (2), Cécile Grundisch (2), Sandrine Delerce (1), Lydie Dornier (1), Pascaline Mariot (1), Raphaëlle Tervel (1)
- Bouillargues : Rafika Marzouk (3), Céline Roussey (3), Soca Smitran (3), Manuelle Speiser (3), Aurélie Salles (2), Estelle Coucourde (1), Sylvia Leperlier (1)

### Demi-finales
Les demi-finales ont eu lieu le samedi 1er mars 2003 à Chalon-sur-Saône :
à 16h00 ES Besançon bat HBC Nîmes 24-21 (18-9)
- Besançon - Gardiennes : Valérie Nicolas (38 minutes, 10 arrêts), Vanessa Leclerc (22 minutes, 3 arrêts)
- Besançon - Joueuses de champ : Cécile Grundisch (0/1 1), Sandrine Delerce (5/12), Véronique Pecqueux-Rolland (5/6), Raphaëlle Tervel (2/6), Anamaria Stecz-Grozav (8/11 dont 4/4 pen), Myriame Saïd Mohamed (1/4), Svetlana Antić (0/1), Carmen Amariei-Lungu (3/10 dont 1/1 pen)
- Nîmes - Gardiennes : Joanne Dudziak (30 minutes, 4 arrêts), Elisabeta Roşu (30 minutes, 11 arrêts)
- Nîmes - Joueuses de champ : Carine Coupat (1/1), Ingrid Barral (0/1), Jennie Florin (5/10 dont 2/3 pen), Christelle Jover (1/3), Nathalie Macra (7/14), Angélique Daizé (2/7), Sandy Demangeon (2/3), Pascale Roca (2/4), Gaëlle Piatti (1/2)

à 18h00 Cercle Dijon Bourgogne bat Le Havre AC 28-22 (14-12)
- Dijon - Gardiennes : Marie-Annick Dézert (30 minutes, 7 arrêts), Émilie Gras (30 minutes, 11 arrêts)
- Dijon - Joueuses de champ : Delphine Guehl (4/7), Aurelie Thibert (1/1),), Siv Heim Sæbøe (5/6 dont 1/2 pen), Ilda Bengue (4/8), Aurélie Grosjean (2/3), Delphine Cendré (2/4), Ludivine Jacquinot (0/2), Marcelina Kiala (9/15 dont 2/3 pen), Elena Groposila-Napar (1/2)
- Le Havre - Gardiennes : Linda Pradel (41 minutes, 8 arrêts dont 2/3 pen), Ionica Munteanu (19 minutes, 3 arrêts)
- Le Havre - Joueuses de champ : Viorica Mincan (5/9 dont 2/2 pen), Laura Lerus-Orfèvres (2/5), Koraljka Milić (5/11), Katty Piejos (1/2), Agata Szukiełowicz (0/2), Feriel Choukri (3/6), Chantal Okoye (6/11)

### Match pour la3eplace
Le match pour la 3e place a eu lieu le dimanche 2 mars 2003 à 14h00 à Chalon-sur-Saône :
Le Havre AC bat HBC Nîmes 27-25 (13-12)
- Le Havre - Gardiennes : Ionica Munteanu (32 minutes, 7 arrêts), Linda Pradel (24 minutes, 4 arrêts), Julie Gérouard (4 minutes)
- Le Havre - Joueuses de champ : Viorica Mincan (4/9 dont 0/ 1 pen), Laura Lerus-Orfèvres (4/7 dont 1/1 pen), Laëtitia Capel (0/1), Koraljka Milić (1/1), Katty Piejos (3/3 dont 1/1 pen), Chantal Okoye (9/14 dont 2/3 pen), Agata Szukiełowicz (4/4), Feriel Choukri (2/5 dont 0/1 pen)
- Nîmes - Gardiennes : Joanne Dudziak (30 minutes, 5 arrêts), Elisabeta Roşu (30 minutes, 6 arrêts)
- Nîmes - Joueuses de champ : Carine Coupat (1/3), Ingrid Barral (1/4), Jennie Florin (6/11 dont 1/1 pen), Christelle Jover (0/2), Nathalie Macra (6/9), Mélanie Muller (4/4), Angélique Daizé (2/7), Pascale Roca (0/2), Gaëlle Piatti (5/9 dont 4/4 pen)

### Finale
| Dimanche 2 mars 2003 16h00 | ES Besançon            | 26 – 25              | Cercle Dijon Bourgogne | Le Colisée, Chalon-sur-Saône Affluence : 1 100 Arbitrage : Mmes Borrotti et Marcet |
| Dimanche 2 mars 2003 16h00 | Myriame Saïd Mohamed 7 | (13-10)              | Marcelina Kiala 10     | Le Colisée, Chalon-sur-Saône Affluence : 1 100 Arbitrage : Mmes Borrotti et Marcet |
| Dimanche 2 mars 2003 16h00 | ×3 ×5                  | Handzone Hand Action | ×3                     | Le Colisée, Chalon-sur-Saône Affluence : 1 100 Arbitrage : Mmes Borrotti et Marcet |

Évolution du score
- 1re mi-temps : 2-1 (5e), 5-4 (10e)), 7-4 (15e), 9-6 (20e), 11-6 (25e), 13-10 (mi-temps)
- 2e mi-temps : 17-13 (35e), 19-15 (40e), 21-18 (45e), 23-19 (50e), 23-21 (55e), 26-25 (fin du match)

| ES Besançon - Gardiennes - Valérie Nicolas (1re à 60e) 11/35 dont 0/5 pen - Vanessa Leclerc 0/1 pen - Joueuses de champs - Émilie Delattre 1/2 - Sandrine Delerce 2/5 - Véronique Pecqueux-Rolland 2/3 - Raphaëlle Tervel 4/10 - Anamaria Stecz-Grozav 6/7 dont 3/3 pen - Myriame Saïd Mohamed 7/8 - Svetlana Antić 0/1 - Carmen Amariei-Lungu 4/9 - Pascaline Mariot (Non utilisée) - Lydie Dornier (Non utilisée) - Adeline Bournez (Non utilisée) | Cercle Dijon Bourgogne - Gardiennes - Marie-Annick Dézert (1re à 21e et 45e à 60e) 8/22 dont 0/2 pen. - Émilie Gras (21e à 45e) 2/14 dont 0/1 pen. - Joueuses de champs - Delphine Guehl 1/2 - Aurelie Thibert 1/1 - Siv Heim Sæbøe 2/2 dont 1/1 pen. - Ilda Bengue 6/15 dont 4/4 pen. - Aurélie Grosjean 2/4 - Delphine Cendré 2/5 - Marcelina Kiala 10/12 dont 1/1 pen. - Elena Napar 1/1 - Ludivine Jacquinot - Naudin (Non utilisée) |